# Rozdoriżne
Rozdoriżne (ukr. Роздоріжне) – wieś na Ukrainie, w obwodzie lwowskim, w rejonie złoczowskim, w hromadzie Pomorzany.
Do 1946 roku miejscowość nosiła nazwę Skażenica (ukr. Скажениця, Skażenycia).

## Historia
Pod koniec XIX w. część wsi Żuków w powiecie złoczowskim.